# Metatrichoniscoides celticus
Metatrichoniscoides celticus is een pissebed uit de familie Trichoniscidae. De wetenschappelijke naam van de soort is voor het eerst geldig gepubliceerd in 1981 door Oliver & Trew.